# وداد عقراوي
وداد عقراوي (1969-) هي حقوقية كردية، وأخصائية في علم الوراثة، ولدت في محافظة نينوي في العراق. وهي خبيرة في الصحة الدولية والأمراض السرطانية وناشطة في حقوق الإنسان، ورئيسة منظمة الدفاع الدولية.

## دراستها
حصلت على شهادة الهندسة المدنية من جامعة صلاح الدين عام 1990، كما حصلت على درجة الماجستير في علم الجينات وتحديد وظيفة الجينات المجهولة وفي المايكروبيولوجيات والأمراض الوراثية في الدنمارك، وبعدها عملت في المستشفى الملكي في كوبنهاغن. وحصلت على درجة الدكتوراه بامتياز مع مرتبة الشرف في الأمراض السرطانية والصحة الدولية من الولايات المتحدة. بدأ نشاطها الحقوقي في العراق واستمر في الدنمارك ودرست القانون الدولي وتخصصت في نزع السلاح والامن الدولي.

## مناصب دولية
شغلت مناصب دولية قيادية في المنظمات غير الحكومية كان آخرها سفيرة منظمة العفو الدولية لمناهضة التعذيب وعضوة الهيئة القيادية لمنظمة العفو الدولية فرع الدنمارك. تنحت فجأة عن مناصبها في منظمة العفو الدولية في حزيران 2007. تقطن حالياً في كوبنهاغن وتشغل حالياً منصب رئيسة منظمة الدفاع الدولية.
تقلدت عقراوي العديد من المناصب في المنظمات الإنسانية المختلفة وعملت كمندوبة لشبكة العمل الدولي بشأن الأسلحة الصغيرة لدى الأمم المتحدة وكما شاركت كمراقبة في العديد من جلسات الاستماع التفاعلية غير الرسمية للجمعية العامة مع المنظمات غير الحكومية، ومنظمات المجتمع المدني والقطاع الخاص.

ألقت العديد من الندوات العلمية والحقوقية والمحاضرات الثقافية والسيمنارات الأكاديمية البحثية في معظم المدن الدنماركية وفروع منظمة العفو الدولية في الدنمارك والمؤسسات الثقافية، على مدى العامين 2005-2006 عملت كاتبة لمنظمة العفو في مجموعة «اكتب من أجل الحياة» ومجموعة التحرك السريع والطارئ وغيرها.

## نشاطها الكتابي والإعلامي
نشرت العديد من المساهمات والمقالات باللغة الدنماركية في أشهر الجرائد الدنماركية ولها كتابات ومقالات منشورة في الكثير من الجرائد العربية والكردية، بالإضافة إلى المساهمة في تحضير وتنفيذ حملات متعددة لمنظمات دنماركية وعالمية مختلفة، من ضمنها صندوق الأمم المتحدة للسكان والهيئة العالمية لمساعدة ضحايا التعذيب. لها نشاط تلفزيوني وإذاعي واسع في الكثير من مواقع الإنترنت بخصوص إنتهاكات حقوق الإنسان والعنف ضد المرأة وغيرها.

## سيرة شخصية
وُلدت وداد عقراوي في إقليم كردستان العراق لأسرة علمانية، رفضت في سنوات مراهقتها وشبابها كل المحاولات التي بذلها أعضاء حزب البعث الحاكم لكسب ثقتها والانضمام للحزب، وهو الأمر الذي تسبب في إدراجها على القائمة السوداء لفترة من الزمن. وانتقلت في عام 1986 إلى أربيل حيث درست الهندسة المدنية مع التركيز على اختصاص تصميم الطرق والجسور في جامعة صلاح الدين، وفي عام 1988 شاركت سراً في توثيق التعذيب وغيره من إنتهاكات حقوق الإنسان في جميع أنحاء العراق، وانخرطت في العام التالي في النشاط السياسي في سبيل النضال من أجل حقوق الإنسان والسلام والعدالة الاجتماعية والديمقراطية والمصالحة العرقية، وقد سبَّب هذا النضال تهديداً حقيقياً لحياتها وحياة أفراد أسرتها، زاد نشاطها السياسي بشكلٍ كبير بعد حملة الأنفال «المعروفة أيضاً باسم الإبادة الجماعية للأكراد»، وعلى الرغم من كل الأوقات الصعبة التي مرَّت بها فقد تمكنت من إكمال دراستها والحصول على شهادة البكالوريوس في عام 1990.
أجبرت عقراوي على مغادرة كردستان بعد حرب الخليج الأولى عندما استعاد النظام العراقي السيطرة على إقليم كردستان من خلال هجوم شنه في ربيع عام 1991، وفي المهجر تابعت دراستها وحصلت على درجة الماجستير في علم الوراثة وعلم الجينات، ودرجة الدكتوراه في الصحة العالمية ووبائيات السرطان. وعملت كخبيرة في علم الوراثة السريري.
الدكتورة وداد عقراوي هي المؤسسة المشاركة لمنظمة الدفاع العالمية، وهي منظمة غير حكومية تركز على تعزيز وحماية حقوق الإنسان في منطقة الشرق الأوسط وشمال أفريقيا، وتتمثل مهمتها في «الاستجابة لإنتهاكات حقوق الإنسان والقانون الإنساني الدولي، ومراقبة تنفيذ التدابير الوقائية التي تهدف إلى إنهاء إفلات مرتكبي هذه الجرائم من العقاب، وإجراء البحوث الطبية التي قد تحسن بشكل مباشر أو غير مباشر المستوى الصحي للمجتمعات، وتعزز السلام والديمقراطية من خلال العلاقات الثقافية والدبلوماسية».

## اهتمامها بحقوق الإنسان
بدأ اهتمام عقراوي بحقوق الإنسان منذ سنواتٍ طويلة، فقد ساعدت وهي ما تزال طالبة في إنشاء مجموعة عمل سرية ضد التعذيب في العراق، كان هدف هذه المجموعة هو جمع وتوثيق الأدلة حول التعذيب وغيره من انتهاكات حقوق الإنسان، وفي عام 1987 كانت تجري مقابلات سرية مع الضحايا وعائلاتهم. ساهمت أيضاً في زيادة الوعي حول آثار التعذيب وانتهاكات حقوق الإنسان الأخرى على المدنيين، وفي عام 1990 شاركت في الدفاع عن المساواة بين الجنسين ودعم المرأة في منطقة الشرق الأوسط وشمال أفريقيا، ثم شاركت في تأسيس فريق عمل نسائي إقليمي ونظمت برامج لتعزيز مشاركة المرأة في بناء السلام وإعادة الإعمار بعد انتهاء الصراعات والحروب.

## نشاطها المستمر
أطلقت عقراوي في المهجر عدة حملات لدعم حقوق الإنسان، وكتبت مقالات، وتحدثت في حلقات إذاعية وتلفزيونية حول حقوق الإنسان واتفاقيات السلام الدولية، في عام 2005 انتخبت كأبرز مدون في منطقة الشرق الأوسط وشمال أفريقيا من بين جميع المدونين الناطقين باللغة العربية في جميع أنحاء العالم. وحصلت على لقب ملكة التدوين لمدة عامين متتاليين، كانت أول مشاركة لعقراوي مع منظمة العفو الدولية في عام 1994، عندما بدأت بالعمل التطوعي مع المنظمة، وفي مارس 2006 شكرتها الأمانة العامة لمنظمة العفو الدولية على جهودها لدعم حملات المنظمة، ولا سيَّما استخدامها الفعال للإنترنت ومواقع التواصل الاجتماعي كأداة للتثقيف والتعبئة في مجال حقوق الإنسان. وفي فبراير 2006 اختيرت كسفيرة «أوقفوا التعذيب» لمنظمة العفو الدولية، وانتخبت عضواً في اللجنة التنفيذية لمنظمة العفو الدولية في أبريل 2006.
ترأست عقراوي في يونيو 2006 المؤتمر الإقليمي الأول حول الحد من الأسلحة الذي عقد في القاهرة، وكان جزءاً من وفد من الناشطين الذين التقوا بواضعي السياسات في وزارة الخارجية المصرية والبرلمان المصري. وفي يونيو 2007 استقالت من منظمة العفو الدولية، وشاركت في تأسيس منظمة جديدة هي منظمة الدفاع الدولية في نفس العام، وانتخبت كرئيسة لمجموعة العمل النسائية حول منطقة الشرق الأوسط وشمال إفريقيا. وخلال هذه الفترة أبرمت العديد من اتفاقيات الشراكة مع المنظمات غير الحكومية الرائدة مثل شبكة العمل الدولية بشأن الأسلحة الصغيرة  وأطلقت كذلك أكثر من حملة للدفاع عن حقوق الكتاب ونشطاء المجتمع المدني والأطفال والفتيات والدفاع عن حقوق المرأة. ودعمت السجناء المحكوم عليهم بالإعدام والسجناء المضربين عن الطعام. ولعقراوي اليوم أكثر من 20 عاماً من الخبرة في مجالات حقوق الإنسان والمساواة بين الجنسين ودعم المرأة وتنظيم القواعد الشعبية والتواصل بين الثقافات والتخطيط الاستراتيجي والأمن الدولي والسلام والاتفاقيات الدولية.
عملت وداد على معاهدة قوية وفعالة حول تجارة الأسلحة، وساعدت أبحاثها حول بلدان منطقة الشرق الأوسط وشمال أفريقيا، في كسب التأييد والدعوة لإحداث تغييرات شاملة في عمليات التصويت.

## جائزة بفيفر للسلام
حصلت الدكتورة وداد عقراوي على جائزة  بفيفر الدولية للسلام في أكتوبر عام 2014، وجاء هذا التكريم «لإيجادها زخماً قوياً لصالح قرار الأمم المتحدة بشأن معاهدة قوية وفعالة لتجارة الأسلحة، تمنع الاتجار غير المشروع بالأسلحة الصغيرة والأسلحة الخفيفة، التي يمكن استخدامها في أعمال الإبادة الجماعية والجرائم ضد الإنسانية والإرهاب»، وكذلك «لعملها من أجل إعلان التزام الأمم المتحدة بإنهاء العنف الجنسي في النزاعات، وقرار الأمم المتحدة 2117 المكرس لوقف النقل غير المشروع للأسلحة الصغيرة والأسلحة الخفيفة حول العالم».
قُدمت الجائزة لعقراوي في 13 أكتوبر 2014 من قبل القس لوكاس جونسون المنسق الدولي للجنة الدولية للمصالحة، وقد كرَّست الجائزة لخمسين مليون لاجئ نزحوا كنتيجة مباشرة للصراع أو الاضطهاد أو النقل غير المسؤول للأسلحة التقليدية الخفيفة، وذكرت بشكل خاص اليزيديين والمسيحيين وجميع سكان منطقة كوباني.

وقال القس لوكاس جونسون في حفل التكريم:
«لقد كانت مهمتك هي إنقاذ الأرواح وتخفيف المعاناة وتعزيز السلام والمساواة في الحقوق والفرص للجميع، وأسفرت النتائج التي توصلت إليها بشأن الجرائم المرتكبة ضد الإنسانية والتطهير العرقي عن ظهور أعمال مروعة رآها العالم بأسره».

## المبادرات الإنسانية وجهود السلام والأمن

### معاهدة تجارة الأسلحة
بدأت عقراوي في عام 2005 الدعوة لقرار من الأمم المتحدة بشأن معاهدة قوية وفعالة لتجارة الأسلحة، تمنع الاتجار غير المشروع بالأسلحة الصغيرة والأسلحة الخفيفة التي يمكن استخدامها في أعمال الإبادة الجماعية أو الجرائم ضد الإنسانية أو الإرهاب. وأشار مشروع كلاريون إلى أنَّ عقراوي ساعدت وبشكلٍ هام في المعاهدة العالمية لتحديد الأسلحة، واختيرت في عام 2008 لتكون جزءًا من مجموعة الخبراء التابعة للأمم المتحدة لدراسة جدوى ومعايير معاهدة تجارة الأسلحة.

### حظر التعذيب
انضمت عقراوي في عام 2005 إلى حملة لفرض حظر على التعذيب وفق القانون الجنائي الدانمركي. وعملت كسفيرة لحملة «أوقفوا التعذيب» التابعة لمنظمة العفو الدولية.

### إنشاء جسور أمام الناطقين باللغة العربية
شاركت الدكتورة عقراوي منذ عام 2005 في المناقشات عبر الإنترنت والمدونات ووسائل التواصل الاجتماعي الأخرى. وتمكنت من خلالها من إنشاء جسور عبر الإنترنت للجماهير الناطقة بالعربية لتصبح جزءاً من فريق الحوار والتفاعل عبر الإنترنت، وفي عام 2006 أثنت الأمانة العامة لمنظمة العفو الدولية على أنشطتها الداعمة للمنظمة، مشيرة إلى أن مشاركتها عززت فرص النجاح التي حققتها منظمة العفو الدولية. وفي عام 2008 انضمت إلى حملة دولية ضد إطلاق النار في الأعياد.

### الدفاع عن ضحايا داعش
أطلقت الدكتورة عقراوي في سبتمبر 2014 حملة عالمية بعنوان «إنقاذ اليزيديين – على العالم أن يتحرك الآن»، تهدف لرفع مستوى الوعي حول مأساة اليزيديين في شمال العراق والحالات الإنسانية الطارئة التي ظهرت هناك، وقالت عقراوي: إنَّ محنة اليزيديين مأساة إنسانية حقيقية، ونريد أن نتأكد من أن الضحايا لم يُنسوا، ونأكد على حمايتهم من الناحية القانونية، وحصولهم على مساعدة كاملة وتعويضات عادلة، وأشادت بجميع الدول التي دعمت الأقليات خلال الأزمة العراقية، وكرَّرت دعوتها للمجتمع الدولي للتدخل بشكل عاجل. ونقل عنها في التقرير السنوي لعام 2015 الصادر عن اللجنة الأمريكية للحرية الدينية الدولية حول اضطهاد المجتمعات الدينية في العراق وسوريا والمنطقة المحيطة بها.
قالت الدكتورة عقراوي في بيان لها في 4 نوفمبر 2014: يجب على المجتمع الدولي تحديد ما يحدث لليزيديين في شمال العراق باعتباره جريمة ضد الإنسانية، وجريمة ضد التراث الثقافي، ونوع من أنواع التطهير العرقي، مضيفةً أنَّ النساء اليزيديات يتعرضن بشكل منهجي للرق والعنف والاغتصاب كسلاح حرب.

### الإعدام
انضمت وداد عقراوي إلى حملة دولية أطلقتها شبكة حقوق الطفل الدولية لإنهاء جميع عمليات إعدام المذنبين الأحداث في عام 2014.

### الاتجار بالبشر
وانضمت كذلك في 2008 إلى مشروع «أوقفوا الاتجار في جميع أنحاء العالم»، وهي حملة لوقف الإتجار بالبشر في جميع أنحاء العالم.

## مؤلفاتها
- رواية كتاب تارا باللغة الدانماركية، 2003
- رواية كتاب تارا باللغة النرويجية، 2005
- رواية تحت ظل الامل باللغة الدانماركية، 2013 [26]

## وصلات خارجية
- الموقع الرسمي لوداد عقراوي
- الموقع الرسمي لمنظمة الدفاع الدولية